# 士師 (官職)
士師（しし）は古代中国、周代の官名の一つで、刑罰の任に当たった役人、士吏、司法官。
『周礼』秋官司寇篇の士師の職掌に「掌鄉合州黨族閭比之聯，與其民人之什伍，使之相安相受，以比追胥之事，以施刑罰慶賞。」とあり警察制度の吏官である。司法長官として大司寇、次官として小司寇があり、士師以下の役人はこれに従った。